# Trubelsmattkopf
Der Trubelsmattkopf ist ein 1281,8 m ü. NHN hoher bewaldeter Berg im Südschwarzwald (Baden-Württemberg) im Zuge einer Bergkette, die vom Feldberg (1493 m ü. NHN) nach Südwesten über den Belchen (1414 m ü. NHN) zum Blauen zieht. 

## Lage und Charakteristik

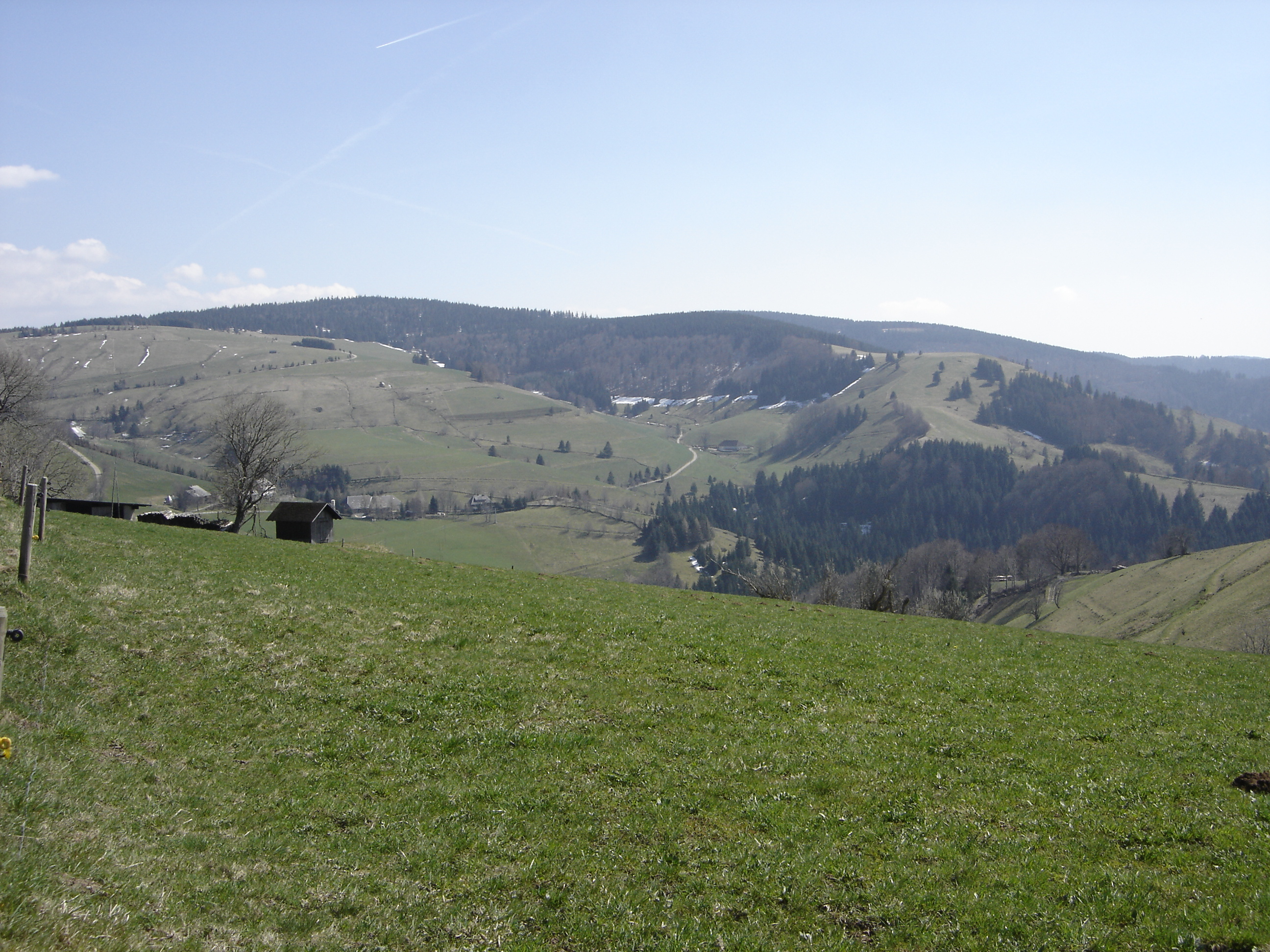
Blick vom Schauinsland nach Süden auf den Trubelsmattkopf (links)

Der Trubelsmattkopf liegt auf den Gebieten der Gemeinden Münstertal (Landkreis Breisgau-Hochschwarzwald) im Westen und Todtnau und Wieden (Landkreis Lörrach) im Osten und Südosten. 
Er ist die höchste Kuppe eines sanftwelligen Hochgebietes mit weiteren Kuppen. Vom 16 Meter niedrigeren, nördlich benachbarten Haldenköpfle zweigt nach Norden ein Nebenkamm ab, der sich über die Hochfläche der Halde und den Schauinsland (1283,9 m ü. NHN) bis ins Stadtzentrum von Freiburg erstreckt. Zusammen mit der Halde ist das Gebiet um den Trubelsmattkopf der größte von der rheinischen Tiefenerosion noch nicht erfasste Hochflächenrest entlang der die Rheinebene flankierenden Gipfellinie des Südschwarzwalds. Vom Trubelsmattkopf nach Südwesten verläuft der Hauptkamm wieder schmaler über das aussichtsreiche Hörnle (1189 m ü. NHN) mit seinem schönen Weiher-Kar zum Wiedener Eck. Vom Gipfel nach Südosten zweigt ein Kamm ab, der nach sieben Kilometern hoch über dem Wiesental mit dem Knöpflesbrunnen (1124,6 m ü. NHN) endet.

## Vegetation
Zwischen den grünlandgeprägten Gebieten der Halde im Norden und der Umgebung des Dorfes Wieden im Süden ist das Hochgebiet um den Trubelsmattkopf von geschlossenem Wald der hochmontanen Zone geprägt. Es dominieren Fichtenbestände, die wie auch sonst im Schwarzwald allmählich naturnäheren Beständen weichen. Am Gipfel ist der Fichtenbestand von flächigem Heidelbeerunterwuchs gekennzeichnet. Nach Norden hin schließt sich ein lückiger, strukturreicher Fichten-Altbestand an. Die lichte Struktur wird zugunsten des Auerhuhns erhalten. Auch am Südhang ist 2016 ein Fichtenbestand im Zuge einer lebensraumverbessernden Maßnahme für das Auerwild aufgelichtet worden. In den unteren Südhängen herrscht ein naturnaher Bergahorn-Buchen-Fichtenbestand vor.
Nur nach Südwesten hin zeigt die Kammlinie Auf den Böden entlang eines Wiesenstreifens eine offene Vegetation. Sie geht in die Weidfelder von Wieden über.

## Gesteine
Das gesamte Hochgebiet ist durch Gneise gekennzeichnet, die im Zuge der variszischen Gebirgsbildung unterschiedlich stark und oft aufgeschmolzen worden sind. Der Gipfelbereich besteht aus Migmatiten, nach Westen hin vermehrt mit Paragneis-Relikten, beides kleinflächig durchsetzt mit Flasergneis (Gneis-Migmatit-Komplex). Die südwestlichen Hänge bestehen aus vulkanischem Münstertal-Quarzporphyr.
Am und um den Trubelsmattkopf sind verbreitet in Nordostexposition Nivationsnischen und kleine Karformen vorhanden, deren letzte Überformung aus der letzten Schwarzwald-Vergletscherung, dem Würm-Glazial stammt. Ein größeres und typisches Kar gibt es nur nördlich des Hörnle, das Weiher-Kar, dessen kleiner See (rund 60 × 70 m) verlandet und zum heutigen Niedermoor geworden ist.

## Tourismus und Naturschutz
Der eigentliche Gipfel des Trubelsmattkopfes ist nicht Ziel von Wanderwegen und Skiloipen, da er wegen der Bewaldung keine Aussicht bietet. Um seine Westseite zieht sich der Westweg, der bekannteste Fernwanderweg des Schwarzwaldvereins, und der Fernskiwanderweg Schonach–Belchen. Rundwanderungen beginnen meist an der nahen Passhöhe Notschrei und beziehen vor allem das Langen- und das Trubelsbachtal ein. Das gilt auch für die Schauinsland-Spur, die auch im Westen und Süden des Trubelsmattkopfs verläuft. Trotz der Nähe zur winterlichen Betriebsamkeit am Notschrei-Pass ist das Gebiet um den Trubelsmattkopf wenig besucht und ruhig.
Geschützt als Biotop sind um den Trubelsmattkopf verschiedene Altholzbestände und Quellbäche sowie bachnahe Grünländer und Moore (teils mit ehemaligen Torfstichen). Die am Trubelsmattkopf beginnenden, ostgerichteten Täler von Langenbach und Trubelsbach stehen unter Naturschutz (NSG 3207 Langenbach-Trubelsbach). Die gesamte Westseite des Hauptkamms gehört zum Landschaftsschutzgebiet Schauinsland.